# هيلموت دانتين
هيلموت دانتين (بالإنجليزية: Helmut Dantine)‏ مواليد 7 أكتوبر 1918 في فيينا، الإمبراطورية النمساوية المجرية - الوفاة 2 مايو 1982 في بيفرلي هيلز، الولايات المتحدة، هو ممثل أمريكي بدأ مسيرته الفنية سنة 1940. امتدت مسيرته الفنية لأكثر من 39 عاما. درس في جامعة كاليفورنيا.

## الأعمال
- السيدة مينيفر
- المزمار
- كازبلانكا
- مشاهدة نهر الراين
- ادعني مدام
- الحرب والسلام

## روابط خارجية
- هيلموت دانتين على موقع IMDb (الإنجليزية)
- هيلموت دانتين على موقع ألو سيني (الفرنسية)
- هيلموت دانتين على موقع تيرنر كلاسيك موفيز (الإنجليزية)
- هيلموت دانتين على موقع أول موفي (الإنجليزية)
- هيلموت دانتين على موقع قاعدة بيانات برودواي على الإنترنت (الإنجليزية)
- هيلموت دانتين على موقع قاعدة بيانات الأفلام السويدية (السويدية)
- هيلموت دانتين على موقع إن إن دي بي (الإنجليزية)
- هيلموت دانتين على موقع قاعدة بيانات الفيلم (الإنجليزية)
- هيلموت دانتين على موقع كينوبويسك (الروسية)